# Programa Avança Brasil
O Programa Avança Brasil (2000 - 2003) foi um conjunto de ações e medidas tomadas durante o segundo mandato presidencial de Fernando Henrique Cardoso, visando a continuidade de seu projeto anterior, o programa Brasil em Ação.
O programa era um conjunto de inúmeros projetos envolvendo todas as áreas: economia, política, sociedade, etc., objetivando a modernização do país.[carece de fontes?] Para isso, os investimentos em infraestrutura foram considerados como os pilares para sustentar a expansão da economia.Conjuntamente, o programa considerou necessária uma maior integração com a economia internacional, com um competitivo sistema econômico, além de infraestrutura de transporte, energia e comunicações para integrar o Brasil e reduzir os desequilíbrios regionais e a desigualdade social.
No Avança Brasil, privilegiou-se uma visão geoeconômica, que trocava a visão federativa pela visão regionalizada (pensar regiões em vez de Estados) e a visão econômica pela visão interdisciplinar (tentando focar simultaneamente aspectos econômicos, sociais e tecnológicos). O programa criou a figura do gerente na gestão pública e mudou o modelo de responsabilização pela execução dos programas públicos.